# Кеннеди, Патриция
Патриция Хелен (Пэт) Кеннеди Лоуфорд (англ. Patricia Helen "Pat" Kennedy Lawford; 6 мая 1924, Бруклайн — 17 сентября 2006, Манхэттен) — американская киноактриса и светская львица, шестая из девяти детей Джозефа Кеннеди и Розы Кеннеди. Была известна своей меценатской деятельностью. Была соучредителем Национального комитета по литературоведению (англ. National Committee for the Literary Arts), а также опекала Президентскую библиотеку-музей Джона Ф. Кеннеди.

## Биография
Патриция Хелен Кеннеди родилась 6 мая 1924 года в Бруклайн, штат Массачусетс. Её родителями были Джозеф Патрик Кеннеди (старший) и Роза Элизабет Кеннеди (Фицджеральд). В то время, когда отец семейства находился в Лондоне на дипломатической работе, Патриция вместе со своими сестрами Юнис и Джин посещала местную школу-интернат «Sacred Heart». После того, как семья вернулась в США, она отправилась на обучение в «Maplehurst school» на Манхэттене. В 1945 году окончила пенсильванский Колледж Розмонт. Посоветовавшись с отцом и получив его поддержку, приняла решение переехать в Голливуд и работать в качестве продюсера. Первой её должностью на новом месте стала работа помощника продюсера радиопередач. Религиозность Кеннеди стала помехой на пути к достижению её целей, поскольку голливудская киноиндустрия не была заинтересована в религиозной тематике для фильмов.
В 1940 году её сестра Юнис познакомила Патрицию со своим другом и британским актёром — Питером Лоуфордом. После этого их встречи происходили по несколько раз в год, пока пара не заявила в феврале 1954 года о помолвке. Свадьба состоялась 24 апреля 1954 года в католической церкви св. Томаса Мора в Нью-Йорке. В браке у пары родились четверо детей: Крис, Сидни, Виктория и Робин. Со временем в отношениях Патриции и Питера возникла напряженность, что было обусловлено католическим воспитанием семьи Кеннеди. Вследствие этого Питер пристрастился к алкоголю и наркотическим веществам. В 1963 году, после того как был убит её брат Джон Кеннеди, и у самой Пэт возникла алкогольная зависимость.
В феврале 1966 года Патриция и Питер официально объявили о расторжении отношений после 11 лет в браке. Таким образом, несмотря на осуждение развода католической церковью, она стала первой из семейства Кеннеди, которая отважилась на такой поступок. Более того, чтобы обойти положения закона о разводе штата Нью-Йорк, Патриция была вынуждена купить недвижимость в штате Айдахо и временно переехать туда.
После этого Патриция переехала жить на Манхэттен и, в отличие от Питера, больше не вступала в брак. После развода она долгое время боролась с алкогольной зависимостью и злокачественной опухолью языка. После того, как Патриция пошла на поправку, она работала в Национальном центре борьбы наркозависимости, была соучредителем Национального комитета по литературоведению (англ. National Committee for the Literary Arts), а также опекала Президентскую библиотеку-музей Джона Ф. Кеннеди. В 2003 году у неё был диагностирован рак горла, но она приняла решение отказаться от лечения. В 2006 году Патрисия Кеннеди Лоуфорд умерла в своем доме в Нью-Йорке от пневмонии. Была похоронена на местном кладбище в городе Саутгемптон, штат Нью-Йорк.